# Triadenum
Triadenum é um género botânico pertencente à família Hypericaceae.

## Espécies
Composto por 12 espécies:
| - Triadenum breviflorum - Triadenum crassifolium - Triadenum fraseri - Triadenum japonicum - Triadenum longifolia - Triadenum petiolatum | - Triadenum purpurascens - Triadenum purpureum - Triadenum tubulosum - Triadenum viginicum - Triadenum virginicum - Triadenum walteri |

## Nome e referências
Triadenum Raf.